# Juan Carlos Barros
Juan Carlos Barros Martínez  (La Coruña, España, 29 de mayo de 1967) es un ex baloncestista español que medía 2.05 cm y cuya posición en la cancha era la de alero. Formado en las categorías inferiores del Real Madrid, con el que no llega a debutar en el primer equipo, en el año 1985 ficha por el Villaba, después de 5 temporadas en el equipo de la sierra de Guadarrama ficha por el Pamesa Valencia, donde juega también cinco temporadas y alcanza su madurez deportiva. Sus últimos equipos en España fueron el CB Sevilla y el CB Granada, donde pasa sin pena ni gloria. La apertura de fronteras que suposo la Ley Bosman le hace emigrar a Portugal, donde juega seis temporadas en la que gana Copa y Liga
con el Guialmi Estrelas da Avenida, sumando el galardón de mejor jugador en ambas finales.
En la actualidad Juan Carlos Barros ha cambiado el balón por las cartas y se ha convertido en una estrella en el Póker profesional conocido tanto a un lado como a otro del océano Atlántico y convirtiéndose en uno de los responsables de una de las web temáticas más prestigiosas de España.

## Clubes
- Cantera Real Madrid.
- 1984-85 Real Madrid Júnior.
- 1985-87 Primera B. Bancobao Villalba.
- 1987-88 ACB. Bancobao Villalba.
- 1988-90 ACB. BBV Villalba.
- 1990-95 ACB. Pamesa Valencia.
- 1995-96 ACB. Caja San Fernando.
- 1996-97 ACB. CB Granada.
- 1997-99 Liga de Portugal. Guialmi Estrelas da Avenida.
- 1999-00 Liga de Portugal. CAB Madeira Funchal.
- 2000-02 Liga de Portugal. Benfica Portugal.
- 2002-03 Liga de Portugal. Aveiro Basket.

## Internacionalidades
- Selección de España Júnior. 27 partidos.
- Selección de España Promesas. 8 partidos.